# Chorizos de La Ranchería
Los chorizos de La Ranchería son un plato típico de la gastronomía de la ciudad de Oruro, en Bolivia.

## Historia
Los chorizos de La Ranchería se comercializan en la plaza La Ranchería de la ciudad de Oruro. Originalmente esta plaza era un mercado rodeado de ranchos y un punto de reunión de indios. Desde la época colonial las familias del lugar preparan estos chorizos de manera artesanal. En 2019 este plato fue votado como uno de los platos bandera de Oruro, junto con el charquekán, el rostro asado y el brazuelo de cordero.

## Ingredientes
Los chorizos están hechos con carne de llama y vienen en dos presentaciones: en sándwich o en plato. Por lo general llevan ensalada y mote de maíz y se suelen acompañar con un refresco de mocochinchi.